# マルチボックス
マルチボックスは、複数の音声信号の入出力コネクタを一つのボックスに取り付けた可搬型の端子箱。舞台などの仮設音響設備で用いる。
一般的には入出力コネクタとしてXLRタイプコネクターを用いる。ボックスにはオスのみ、メスのみ、オスメスをパラに接続した3種類があり、用途に応じて使い分ける。
マルチボックスはマルチケーブルと多極コネクタによって接続される。